# Roland Le Clerc
Roland Le Clerc, nacido en Saint-Brieuc el 30 de mayo de 1963, es un ex ciclista profesional francés que fue profesional de 1986 a 1993. 
Debutó como profesional el año 1986 con el equipo español Seat-Orbea. Se retiró en 1993. Consiguió cuatro victorias como profesional, aunque cosechó muy buenas actuaciones en pruebas importantes como el Tour del Mediterráneo, el Critérium Internacional o la París-Niza. Finalizó tercero la primera etapa del Tour de Francia 1989, con inicio y final en Luxemburgo.

## Palmarés
1986
- 2.º en el Campeonato de Francia en Ruta

1989
- Gran Premio de Cannes
- 1 etapa del Tour de Luxemburgo

1991
- Trofeo Comunidad Foral de Navarra

## Resultados en las grandes vueltas
| Carrera         | 1986 | 1987  | 1988 | 1989  | 1990 | 1991  | 1992 | 1993 |
| --------------- | ---- | ----- | ---- | ----- | ---- | ----- | ---- | ---- |
| Giro de Italia  | -    | 79.º  | -    | -     | -    | -     | -    | -    |
| Tour de Francia | -    | 107.º | 70.º | 116.º | 84.º | 106.º | -    | -    |
| Vuelta a España | 57.º | -     | 91.º | 63.º  | -    | 62.º  | -    | -    |
| Mundial en Ruta | -    | -     | -    | -     | -    | -     | -    | -    |

## Equipos
- Seat-Orbea (1986)
- Caja Rural (1987-1989)
- Toshiba (1990)
- Amaya Seguros (1991)
- Castorama (1992)
- Banana Australia (1992)
- Novemail-Histor (1993)
- Castorama (1993)